# Phalaborwa
Phalaborwa est une ville située à mi-hauteur du Parc national Kruger dans la province de Limpopo en Afrique du Sud. Elle est traversée par la rivière Ga-Selati et l'Olifant. 

## Origine du nom
Le nom Ba-Phalaborwa, donné au secteur par les tribus Sotho originaires du sud qui s’y sont installés, signifie meilleur que le sud. Les Sotho travaillaient dans les mines et extrayaient le minerai de cuivre et de fer ici déjà en 400 apr. J.-C.

## Climat
La ville est connue pour être très chaude, avec des températures quotidiennes dépassant fréquemment les 35 °C en été. Elle est aussi souvent surnommée la terre de deux étés parce que sa température moyenne hivernale est plus ou moins la même que celle de la moyenne estivale du reste de l'Afrique du Sud.

## Démographie
Selon le recensement de 2011, la commune de Phalaborwa compte 13 108 résidents dont 56,39 % issus de la communauté blanche d'Afrique du Sud. Les communautés bantouphones représentent 39,75 % des résidents. La langue maternelle dominante est l'Afrikaans (50,98 %) suivi par l’anglais (15,07 %), le Xitsonga (11,11 %) et le Sepedi (10,83 %).

## Historique
Le village de Phalaborwa fut fondé en 1958 pour soutenir le développement de l'activité minière (exploitation à grande échelle de mines de phosphates, de vermiculite, de cuivre et d'autres minerais).
En remportant 5 des 8 sièges du conseil municipal, le parti conservateur d'Afrique du Sud s'était emparé de cette ville conservatrice et afrikaner lors des élections municipales sud-africaines de 1988.

## Activité économique
La plus grande mine à ciel ouvert d'Afrique se trouve à Phalaborwa. Les mines de Phalaborwa produisent notamment 50 % de la production mondiale de vermiculite. 
Le tourisme et la faune sauvage constituent aussi une autre source de revenus pour Phalaborwa, qui est la ville la plus proche du parc national Kruger et est située à deux heures de routes de la frontière avec le Mozambique. Le Hans Merensky Golf Estate est situé à la lisière de la ville.
La ville est également proche de nombreux sites touristiques de la région du Blyde River Canyon comme le Parc Kruger.

## Administration
La commune de Phalaborwa est gérée par la municipalité locale de Ba-Phalaborwa à laquelle sont aussi directement rattachés les townships (tel que Namakgale) et des villages ruraux tels Gravelotte, Mashishimale, Majeje, Makushane ou encore Ga-Maseke.

## Transports
L'aéroport Hendrik-Van-Eck relie Phalaborwa à Johannesbourg par des vols la compagnie Airlink.